# IoTコンサルティング
株式会社IoTコンサルティング（アイオーティコンサルティング）は、IoT（モノのインターネット）ソリューションサービスおよびIoT導入に係るコンサルティング業務を行う東京都千代田区の企業。
IoTに係る事業以外には、MVNOサービス（モバイルSIMサービス）「ロケットモバイル」の提供やWEBメディアの運営、SES事業、システム開発事業などを行っている。
2015年に株式会社エコノミカルとして設立した後、2018年に社名を株式会社IoTコンサルティングに変更。

## 主な事業
- IoTソリューションサービス
- IoT導入に係るコンサルティング業務
- MVNOサービス（モバイルSIMサービス）『ロケットモバイル』の提供
- WEBメディアの運営
  - 『正直スマホ』
  - 『iPhone大陸』
  - 『ぴかまろ』
  - 『ロケホン』
- SES事業
- システム開発事業　等

## 沿革
- 2015年
  - 12月 - 東京都渋谷区に株式会社エコノミカル（現：株式会社IoTコンサルティング）を設立
- 2016年
  - 5月 - 格安SIMサービス「ロケットモバイル」の提供を開始
- 2017年
  - 3月 - アップロード特化型プラン「アゲアゲプラン」の提供を開始
- 2018年
  - 1月 - トータルIoTソリューションサービス「まとめてIoT」の提供を開始
  - 4月 - 光コラボレーション「まとめて光」の提供を開始
  - 7月 - ロケットモバイルにてソフトバンク回線の提供を開始
  - 11月 - 社名を株式会社IoTコンサルティングに変更
  - 12月 - 事務所を東京都港区赤坂に移転
- 2019年
  - 5月 - 「まとめて光」事業を新設分割にて事業譲渡
  - 9月 - 第三者割当増資を実施
- 2020年
  - 10月 - WEBメディア『正直スマホ』事業を譲受
  - 12月 - WEBメディア『iPhone大陸』の運営を開始
- 2021年
  - 4月 - WEBメディア『ぴかまろ』の運営を開始
  - 6月 - 株式会社富士三和総研の子会社化に伴いSES事業・システム開発事業を開始
  - 9月 - 事務所を東京都千代田区神田小川町に移転
  - 10月 - 株式会社オモチ（旧社名：AIクレジット株式会社）よりシステム開発受託事業を譲受
- 2022年
  - 3月 - WEBメディア『ロケホン』の運営を開始
  - 8月 - 株式会社えんじゃ（SES事業・システム開発事業）を子会社化

## 事務所
- 秋葉原事務所
〒101-0041 東京都千代田区神田須田町2丁目23-1 天翔オフィス秋葉原万世橋504
- 板橋事務所
〒174-0071 東京都板橋区常盤台1丁目65-7 いし本ビル3階

## 役員構成
- 代表取締役：金野 太一
- 取締役：三谷 健人
- 取締役：岩瀬 仁
- 取締役：川崎 博史
- 取締役：五島 順
- 監査役：沖宗 すみの

## 関連会社
グループ企業
- 株式会社富士三和総研
- 株式会社えんじゃ